# Ferial de Boadilla
Ferial de Boadilla è una stazione della linea ML3 della rete tranviaria di Madrid.
Si trova presso la Carretera de Villaviciosa, nel comune di Boadilla del Monte.

## Storia
È stata inaugurata il 27 luglio 2007 insieme alle altre stazioni della linea.